# Daphnia lumholtzi
Daphnia lumholtzi — вид зяброногих ракоподібних родини Daphniidae.

## Поширення
Вид поширений в тропічних та субтропічних регіонах Південної та Південно-Східної Азії,Східної Африці та Австралії. Як інвазійний вид поширився в Північній Америці. Живе у чистих прісних озерах, ставках, болотах тощо.

## Опис
Тіло завдовжки 3,5 мм. Голова конічна, у вигляді шолома, порівняно більше від інших видів.